# Termogenina
La UCP1 (en inglés: Uncoupling protein one), inicialmente conocida como termogenina, es una proteína desacoplante presente en las mitocondrias del tejido adiposo marrón (TAM). Su función es generar calor mediante termogénesis no asociada a temblor. Este mecanismo de termogénesis es la principal forma de generación de calor en mamíferos hibernantes y en recién nacidos humanos entre otros mamíferos.

## Mecanismo de acción
El mecanismo molecular del desacoplamiento llevado a cabo por la termogenina es bastante conocido: la termogenina actúa como vía alternativa a través de la cual, los protones expulsados al espacio intermembranal a lo largo de la cadena respiratoria pueden devolver a la matriz mitocondrial, permitiendo la disipación en forma de calor, de la energía almacenada por el bombeo de protones. La termogenina, como la ATP sintasa, es un canal de protones localizado en la membrana mitocondrial interna que permite la translocación de protones desde el espacio intermembranal mitocondrial hacia la matriz mitocondrial. A diferencia de la ATP sintasa, que ‘acopla’ la translocación de protones a la síntesis de ATP, la termogenina cataliza el aparente desaprovechamiento del paso de protones a través de la membrana mitocondrial interna. Se denomina proteína desacopladora porque ‘desacopla’ el gradiente de protones de la generación de ATP por parte de la ATP sintasa, mecanismo regulado hormonalmente.
La noradrenalina secretada en respuesta a una señal externa, como por ejemplo al frío, se une a sus receptores de membrana y activa la adenilil ciclasa que cataliza la síntesis de AMP cíclico (AMPc) a partir de ATP. El AMPc activa la proteína quinasa A (PKA) y a su vez, la lipasa de triacilglicéridos, mediante su fosforilación. Esta lipasa proporciona, a partir de triacilglicéridos, ácidos grasos libres que activan la termogenina. Con la termogenina activa, los protones fluyen disipando el gradiente de protones.

## Historia
La termogenina fue descubierta el 1979 y fue clonada en 1988.
Por homología de secuencia con UCP1 se identificaron nuevas UCP. El 1997 se clonaron la proteína desacoplante 2 (uncoupling protein two) (UCP2) y la proteína desacoplante 3 (uncoupling protein three) (UCP3) con un 59% y un 57% de homología respecto UCP1.
Un año más tarde se clonaba la BMCP1 (brain mitochondrial carrier protein-1) (también conocida como UCP5) y seguidamente la UCP4.
En el reino vegetal así como en hongos y bacterias, también se han identificado proteínas desacoplantes.